# Золота куля
«Золота куля» (ісп. El chuncho quien sabe?) — вестерн 1966 року.

## Сюжет
Мексика, початок ХХ століття. Йде громадянська війна всіх проти всіх. Одні борються за свободу своєї країни, інші — захищають свою владу, треті — просто займаються розбоєм. Молодий елегантний американець приїжджає в залиту кров'ю країну, що ідеально підходить для його цілі: швидко розбагатіти. Він вступає в одну з банд, яка займається торгівлею зброї. Він завойовує довіру повстанців. Але тільки навіщо він всюди носить із собою як талісман патрон з гвинтівки, в якому відлита із золота куля?